# Joyce C. White

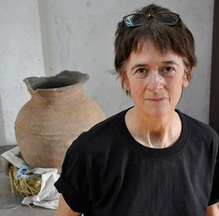
Joyce C. White (2014)

Joyce Carol White (* 1952) ist eine US-amerikanische Archäologin und Paläobotanikerin, welche mit der Datierung von Funden aus der Vorgeschichte von Thailand und Laos bekannt wurde.

## Leben
Im Jahr 1977 schrieb White ihre Master-Arbeit zum Thema Stalking the wild legume: pre-agricultural plant exploitation strategies in Palestine. In den Jahren 1978 bis 1981 ermittelte sie in Ban Chiang durch Feldforschungen, wie die Bevölkerung der Gegend Nutzpflanzen fand und nutzte. In den 1990er-Jahren unternahm sie vor Ort Forschungen, mit welchen die vorzeitliche Nutzung der Umwelt in verschiedenen Teilen Thailands kartiert und ausgewertet wurden. Frau White wurde 1986 mit der Dissertation A revision of the chronology of Ban Chiang and its implications for the prehistory of northeast Thailand promoviert.
Seit 2001 befasst sich White mit der Erforschung und den Ausgrabungen verschiedener Plätze im Norden von Laos, speziell in der Provinz Luang Prabang. White bearbeitet neben anderen Wissenschaftlern die in den Jahren 1974 und 1975 durch den amerikanischen Archäologen Chester Gorman vom University of Pennsylvania Museum of Archaeology and Anthropology zusammen mit thailändischen Archäologen in Ban Chiang in der Provinz Udon Thani im Nordosten Thailands gemachten Funde. Aus diesen Funden leiten Archäologen ab, dass sich in Südostasien durch eine bis dahin unbekannte vorgeschichtliche Kultur eine eigene bronzezeitliche Kultur entwickelt hat. Die Ergebnisse der bis heute (2012) fortgeführten Forschungen an den Ausgrabungsstätten sollen unter anderem durch White veröffentlicht werden. Die Ausgrabungen und Forschungen sowie die Aufgabe die Ergebnisse zu veröffentlichen wird von verschiedenen Stellen unterstützt, neben dem Museum in Philadelphia unter anderem auch von der National Geographic Society.
Seit Beginn der 2000er Jahre ist White die Chefausgräberin der Forschungen des Middle Mekong Archeological Project das in Laos Siedlungsspuren der Bronzezeit sucht und ausgräbt.
2010 erhielt sie die Ehrennadel der Kronprinzessin Thailands, Maha Chakri Sirindhorn, überreicht anlässlich der Einweihung des Nationalmuseums im UNESCO-Welterbeareal von Ban Chiang.

## Schriften
Monografien
- Ban Chiang. Discovery of a Lost Bronze Age. The University Museum, University of Pennsylvania and the Smithsonian Institution Traveling Exhibition Service, Philadelphia, 1982, ISBN 0-8122-7871-2.
- Stable Isotopic Analysis of Carbon and Nitrogen as an Indicator of Paleodietary Change among Pre-state Metal Age Societies in Northeast Thailand. BAR International Series 1788, Archaeopress, Oxford 2008. pdf
- zusammen mit E. G. Hamilton: Ban Chiang, a Prehistoric Village Site in Northeast Thailand II: The Metal Remains in Regional Context. University of Pennsylvania Museum of Archaeology and Anthropology, Philadelphia (in Vorbereitung)

Wissenschaftliche Artikel
- Emergence of Cultural Diversity in Mainland South East Asia: a View from Prehistory. In: N. J. Enfield (Hrsg.): Dynamics of Human Diversity. The Case of Mainland Southeast Asia. pacific Linguistic, 2011, S. 9–46 pdf.